# 烟洲镇
烟洲镇，是中华人民共和国湖南省衡陽市常宁市下辖的一个乡镇级行政单位。位于县境北部，在县城城关镇东北27.2公里，舂陵水西岸。2012年统计，面积85.12平方公里，境内常住人口39562人。

## 历史
以舂陵水东岸烟山（镇在西岸）和附近江中鹭鹭洲各取一字连缀而得名。民国后期为松烟乡、蓬田乡。1950年设石岭、水口山、烟洲3乡，1956年合并为烟洲乡，属第三区。1958年改属为水口山公社，1961年析置蓬塘、新力、亲仁、大市、烟洲5个公社。1984年5个公社改为5个乡。1993年10月，撤烟洲乡，改设烟洲镇，属水口山区。1995年5月撤区并乡，新力乡、烟洲镇及亲仁乡部分建制村被合并为烟洲镇。

## 行政区划
烟洲镇下辖以下地区：
烟洲社区、石岭村、烟洲村、大泉村、青山村、二塘村、丰山村、情里村、新阳村、太阳村、江华村、石坪村、东洲村、麻塘村、万众村、大众村、火田村、群力村、江岭村、民主村、山冲村、矮岭村、双塘村、石泉村、毛院村、跃进村、双龙村、象星村、向群村、麻石村、亲仁村、新明村、江水村、新龙村、良和村和苍冲村。

## 经济
境内矿藏有煤、锰、锡等。农业主产稻谷，兼产柑橘，盛产茶油。境内有亲仁水电站。有客运码头。